# Denis Nikolajewitsch Dolgodworow
Denis Nikolajewitsch Dolgodworow (russisch Денис Николаевич Долгодворов, wiss. Transliteration Denis Nikolaevič Dolgodvorov; * 1. Mai 1982 in Tomsk) ist ein ehemaliger russischer Freestyle-Skier. Er startete in den Buckelpisten-Disziplinen Moguls und Dual Moguls.

## Werdegang
Dolgodworow startete im Februar 2003 in Salla erstmals im Europacup und errang dabei den sechsten Platz im Moguls. Sein Debüt im Freestyle-Skiing-Weltcup gab er zu Beginn der Saison 2003/04 in Ruka, wobei er auf den 23. Platz im Moguls kam. Im weiteren Saisonverlauf erreichte er mit Platz sieben im Dual Moguls in Fernie seine erste Top-Zehn-Platzierung im Weltcup und zum Saisonende den 22. Platz im Moguls-Weltcup. Bei den Weltmeisterschaften 2005 in Ruka belegte er den 18. Platz im Moguls. In der Saison 2006/07 kam er mit zwei Top-Zehn-Platzierungen auf den 20. Platz im Moguls-Weltcup. Dabei errang er mit Platz vier im Moguls in Mont Gabriel sein bestes Ergebnis im Weltcup. Beim Saisonhöhepunkt, den Weltmeisterschaften 2007 in Madonna di Campiglio, belegte er den 19. Platz im Dual Moguls und den 18. Rang im Moguls. In der Saison 2008/09 fuhr er auf den 19. Platz im Moguls-Weltcup und bei den Weltmeisterschaften 2009 in Inawashiro auf den 40. Rang im Moguls. Nachdem Plätzen vier und zwei beim Europacup in Ruka zu Beginn der Saison 2009/10, kam er im Weltcup zweimal unter den ersten Zehn und erreichte mit dem 13. Platz im Moguls-Weltcup sein bestes Gesamtergebnis. Bei seiner einzigen Teilnahme an Olympischen Winterspielen im Februar 2010 in Vancouver errang er den 13. Platz im Moguls. In der Saison 2010/11 wurde er russischer Meister im Moguls und holte im Moguls in Megève seinen einzigen Sieg im Europacup. In der folgenden Saison wiederholte er in Ruka mit Platz vier im Moguls sein bestes Ergebnis im Weltcup und belegte mit drei weiteren Top-Zehn-Platzierungen den 21. Platz im Moguls-Weltcup. Zudem siegte er erneut bei den russischen Meisterschaften im Moguls. In der Saison 2012/13 kam er bei den Weltmeisterschaften 2013 in Voss auf den 27. Platz im Moguls sowie den 25. Rang im Dual Moguls und absolvierte in Åre seinen 72. und damit letzten Weltcup, welchen er auf dem 43. Platz im Moguls beendete.

## Erfolge

### Olympische Spiele
- 2010 Vancouver: 13. Platz Moguls

### Weltmeisterschaften
- 2005 Ruka: 18. Platz Moguls
- 2007 Madonna di Campiglio: 18. Platz Moguls, 19. Platz Dual Moguls
- 2009 Inawashiro: 40. Platz Moguls
- 2013 Voss: 25. Platz Dual Moguls, 27. Platz Moguls

### Weltcupwertungen
| Saison  | Gesamt | Gesamt | Moguls | Moguls |
| Saison  | Platz  | Punkte | Platz  | Punkte |
| ------- | ------ | ------ | ------ | ------ |
| 2003/04 | 85.    | 10     | 22.    | 134    |
| 2004/05 | 76.    | 9      | 26.    | 96     |
| 2005/06 | 171.   | 2      | 53.    | 18     |
| 2006/07 | 59.    | 12     | 20.    | 117    |
| 2007/08 | 139.   | 3      | 41.    | 33     |
| 2008/09 | 60.    | 16     | 19.    | 146    |
| 2009/10 | 43.    | 16     | 13.    | 157    |
| 2010/11 | 153.   | 2      | 43.    | 23     |
| 2011/12 | 80.    | 12     | 21.    | 151    |
| 2012/13 | 208.   | 3      | 41.    | 38     |

### Europacup
- 5 Podestplätze, davon 1 Sieg

### Weitere Erfolge
- 2 russische Meistertitel (2011, 2012 Moguls)
- 2 Podestplätze im Australian-New-Zealand-Cup